# 16 giri

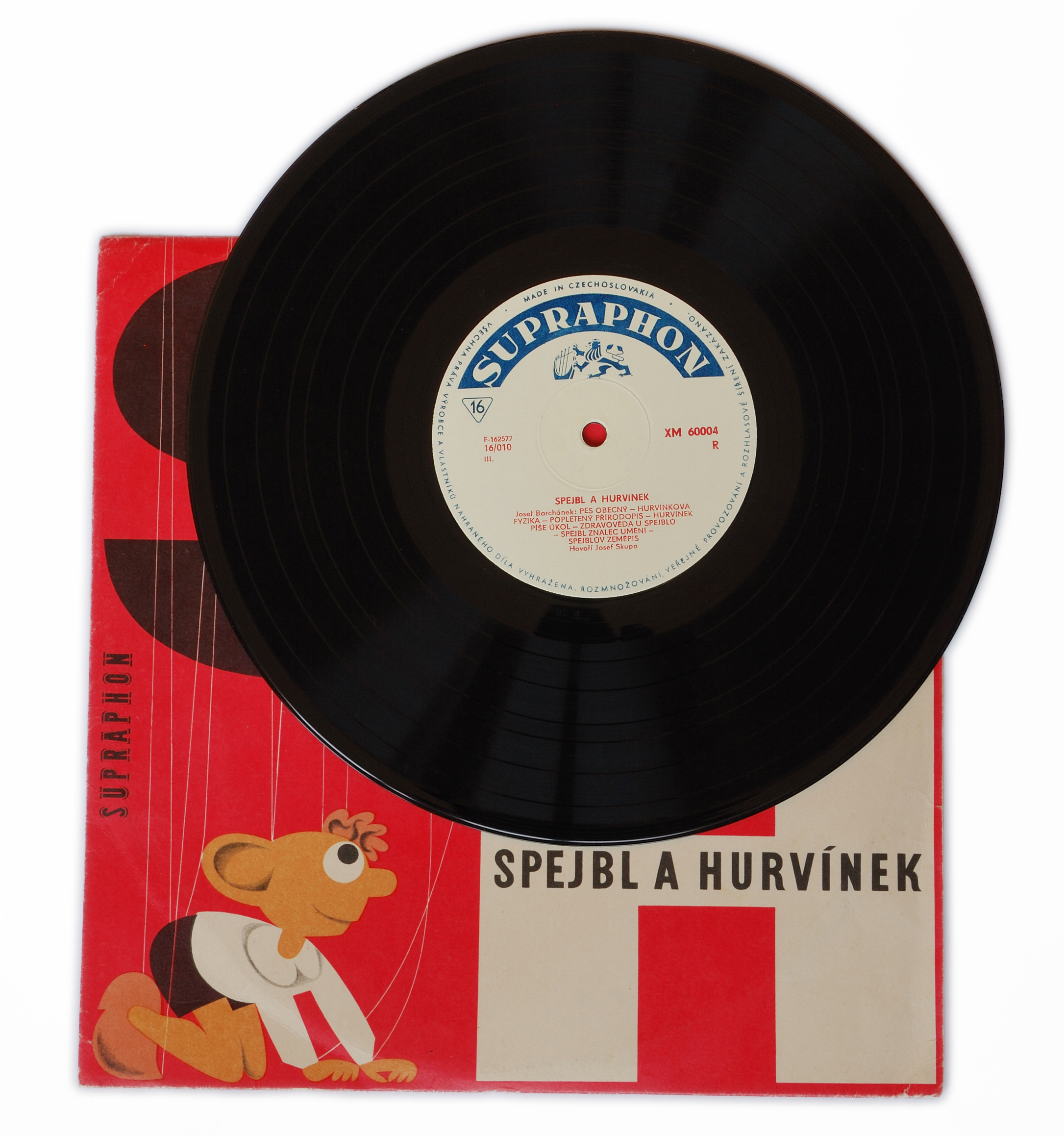
Disco in vinile da 10 pollici (16 RPM) degli anni '50 dell'etichetta discografica ceca Supraphon

Il 16 giri (nei paesi anglofoni indicato come 16 rpm) è un disco in vinile con le stesse dimensioni del 33 giri, cioè 30,5 cm di diametro (equivalente a 12"), sul quale venivano incisi in forma analogica album discografici, che veniva inciso e riprodotto con una velocità di rotazione di 16,6 giri al minuto (corrispondente a 100 giri ogni sei minuti); girando più lentamente del 33 giri, permetteva una maggiore durata delle incisioni. Questa tipologia non ebbe il successo sperato e venne presto abbandonata.

## Storia del supporto

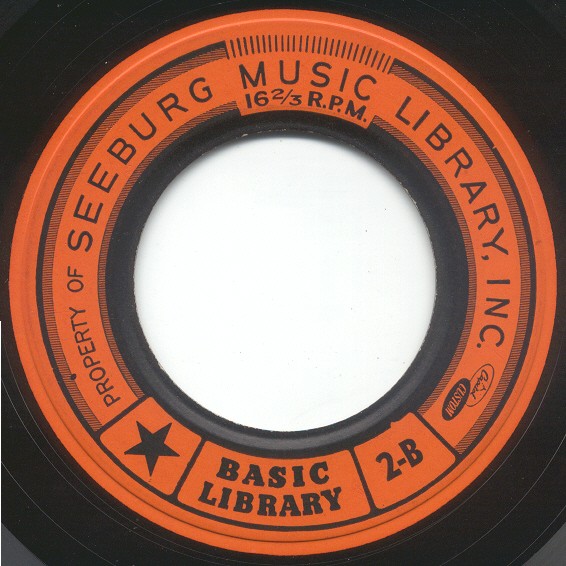
Etichetta di un disco a 16 giri della serie "Basic" del 1959 usato esclusivamente nei sistemi "Seeburg 1000".

Questo formato venne inventato e lanciato negli Stati Uniti d'America nella seconda metà degli anni cinquanta e utilizzato per incisioni di musica jazz: la Prestige Records ad esempio pubblicò in questo formato due album di Miles Davis. Mentre dei dischi a 16 giri di formato proprietario (foro centrale più largo, suono monofonico e con una alta densità di solchi che richiedeva puntine da 0.5mil.) furono realizzati dalla Seeburg Corporation dagli anni '50  fino alla fine degli anni '80 per il loro sistema di filodiffusione musicale "Seeburg 1000": apparecchio riproduttore completamente automatico rivolto esclusivamente a una clientela professionale come supermercati, studi medici, ristoranti, saloni di bellezza, barbieri e negozi in genere. A cadenza quadriennale l'esercente riceveva dalla Seeburg un pacco con sette dischi da inserire nella macchina, il negoziante doveva poi restituire alla Seeburg il set di dischi più vecchio per non incorrere in una penale.
In Italia i dischi a 16 giri pubblicati, di 25 cm di diametro, sono conservati presso l'Istituto centrale per i beni sonori ed audiovisivi; questo formato venne prodotto a partire dal 1958 dalla Fonit-Cetra (un album di Domenico Modugno su etichetta Fonit e due album di Fred Buscaglione, due di Carla Boni e Gino Latilla e uno di Claudio Villa su Cetra), e dalla Durium (un album di Marino Marini), ma le vendite non furono soddisfacenti, per cui se ne interruppe la produzione.
In Francia furono pubblicati alcuni 16 giri con lo stesso formato dei 45 giri, quindi da 17,5 cm di diametro, per esempio dalla Ducretet-Thomson (che era distribuita dalla RCA Italiana), che ne stampò alcuni di Charles Aznavour con otto canzoni.